# Tectónica (revista)
Tectónica es una revista española de arquitectura y construcción centrada en ofrecer soluciones constructivas característicamente dibujadas en Axonometría sistema axonométrico y en color, conocida también por listar al final de cada número datos de una buena cantidad de casas comerciales de materiales y sistemas constructivos. De esta manera, cada revista aborda un tema constructivo, dividiéndose para ello en tres partes: artículos escritos, monografías de proyectos desarrollados constructivamente y dossier de datos comerciales.
Originalmente publicado en español, cuenta actualmente con una tirada en inglés. Es distribuida en 12 países. Está dirigida por los arquitectos José María Marzo y Carlos Quintáns, este último profesor del Departamento de Construcción de la ETSAC y codirector de la revista Obradoiro y de la revista Archives.

## Datos técnicos
- Formato: A4
- Periodicidad: cuatrimestral (3 revistas al año)
- Tirada: 15.000 ejemplares

## Publicaciones
| Número | Título                                              | Año  |
| ------ | --------------------------------------------------- | ---- |
| 1      | Envolventes (I) fachadas ligeras                    | 1996 |
| 2      | Envolventes (II) cerramientos pesados               | 1996 |
| 3      | Hormigón (I) "in situ"                              | 1996 |
| 4      | El hueco                                            | 1997 |
| 5      | Hormigón (II) prefabricado                          | 1997 |
| 6      | Cubiertas (I) planas                                | 1998 |
| 7      | Junta seca / Dossier construcción (I)               | 1998 |
| 8      | Cubiertas (II) inclinadas                           | 1998 |
| 9      | Acero (I)                                           | 1998 |
| 10     | Vidrio (I)                                          | 1999 |
| 11     | Madera (I) revestimientos                           | 1999 |
| 12     | Kursaal / Dossier construcción (II)                 | 2000 |
| 13     | Madera (II) estructuras                             | 2001 |
| 14     | Acústica                                            | 2002 |
| 15     | Cerámica (I) cerramientos                           | 2003 |
| 16     | Muro cortina                                        | 2003 |
| 17     | Geometrías complejas / Dossier construcción (III)   | 2004 |
| 18     | Rehabilitación (I) estructuras                      | 2005 |
| 19     | Plásticos                                           | 2005 |
| 20     | Dossier construcción (IV)                           | 2006 |
| 21     | Instalaciones                                       | 2006 |
| 22     | Aluminio                                            | 2007 |
| 23     | Encuentro con el terreno / Dossier construcción (V) | 2007 |
| 24     | Iluminación (I) artificial                          | 2007 |
| 25     | Hormigón (III)                                      | 2007 |
| 26     | Iluminación (II) natural                            | 2008 |
| 27     | Piedra                                              | 2008 |
| 28     | Energía (I) fundamentos                             | 2009 |
| 29     | Acero (II) estructuras apiladas                     | 2009 |
| 30     | Espacios exteriores                                 | 2009 |
| 31     | Energía (II) instalaciones                          | 2010 |
| 32     | Envolventes metálicas                               | 2010 |
| 33     | Rehabilitación: la arquitectura moderna             | 2010 |
| 34     | Cubiertas: nuevos usos                              | 2011 |
| 35     | Ventilación                                         | 2011 |
| 36     | Arquitectura textil                                 | 2011 |
| 37     | Aislamiento acústico                                | 2012 |
| 38     | Industrialización                                   | 2012 |
| 39     | Interiores: revestimientos                          | 2012 |
| 40     | Estructuras: alteraciones                           | 2013 |
| 41     | Fuego protección                                    | 2013 |